# Comuna Ponîkva, Brodî
Ponîkva (în ucraineană Пониква) este o comună în raionul Brodî, regiunea Liov, Ucraina, formată din satele Boratîn, Haii-Suhodilski, Horbali, Lîpîna, Oranî, Pereliskî, Pidhirea, Ponîkva (reședința), Suhota și Vîdra.

## Demografie
Componența lingvistică a comunei Ponîkva
     Ucraineană (99,59%)
     Alte limbi (0,41%)
Conform recensământului din 2001, majoritatea populației comunei Ponîkva era vorbitoare de ucraineană (99,59%), existând în minoritate și vorbitori de alte limbi.